# Gadiel Kamagi
Gadiel Michael Kamagi (Tanga, 12 settembre 1996) è un calciatore tanzaniano, difensore dello Young Africans e della Nazionale tanzaniana.

## Caratteristiche tecniche
È un terzino sinistro, ma può essere impiegato anche come esterno di centrocampo o come ala sinistra.

## Carriera

### Club
Nel 2017, dopo aver giocato per l'Azam, si trasferisce allo Young Africans.

### Nazionale
Ha debuttato in Nazionale il 10 giugno 2017, in Tanzania-Lesotho (1-1), gara valida per le Qualificazioni alla Coppa d'Africa 2019. Ha messo a segno la sua prima rete con la maglia della Nazionale il 19 dicembre 2019, in Kenya-Tanzania (2-1).